# Francisco Javier Maqueda Lafuente
Francisco Javier Maqueda Lafuente (Barakaldo, 8 de setembre de 1955) és un economista i polític basc.

## Biografia
El 1979 es va llicenciar en Ciències Econòmiques i Empresarials per la Universitat del País Basc/Euskal Herriko Unibertsitatea i va obtenir en la seva tesi de llicenciatura la qualificació d'excel·lent. El 1989 es doctorà en Ciències Econòmiques i Empresarials. De 1992 a 1994 fou catedràtic d'Economia Financera i Comptabilitat. Des de 1979 és professor de la Universitat del País Basc/Euskal Herriko Unibertsitatea, i ocupa plaça de Catedràtic d'Economia Financera i Comptabilitat (des de 1992), i des de 1994 deté la plaça de Catedràtic de Comercialització i Investigació de Mercats en la Facultat de Ciències Econòmiques i Empresarials a Bilbao.
El juny de 2003 va ser nomenat Acadèmic de la Reial Acadèmia de les Ciències Econòmiques i Financeres. És membre de diferents associacions científiques internacionals. Ha publicat tretze llibres i liderat diversos projectes d'investigació i és autor de nombrosos articles, ponències i comunicacions relacionades amb la creació d'empreses, la gestió de la innovació empresarial, les finances, el màrqueting i el comerç electrònic.
Participa, amb diferents Universitats nacionals i internacionals, en màsters, cursos de doctorat, cursos i seminaris relacionats amb la temàtica anteriorment descrita. També és membre numerari i cofundador de l'Institut d'Economia Aplicada a l'Empresa de la Universitat del País Basc/Euskal Herriko Unibertsitatea. Pertany a comitès científics i comitès de redacció de diferents revistes nacionals i internacionals i és membre numerari de l'Associació Europea de Direcció i Economia de l'Empresa (AEDEM).
Ha estat responsable de Nous Productes i Planificació Estratègica de la Caixa d'Estalvis de Bilbao (BBK) (1979-1991), director general del Centre d'Empreses i Innovació de Bizkaia (BEAZ) (1991-1997), director general del Centre de Desenvolupament Empresarial del Marge Esquerre, CEDEMI, S. A. Centre Europeu d'Empreses i Innovació (1997-2004). També ha pertangut a nombrosos Consells d'Administració d'empreses públiques i privades, com a President i Conseller.
Membre del Partit Nacionalista Basc (PNB), fou escollit senador per Biscaia a les eleccions generals espanyoles de 2004. De 2005 a 2007 fou secretari primer de la Comissió d'Estudi del Senat d'Espanya per a erradicar el racisme i la xenofòbia en l'esport. No es va presentar a la reelecció a les eleccions de 2008.

## Obres
- Las cajas de ahorro vascas en el proceso de integración en la CEE (1988)
- Creación y dirección de empresas (1991)
- Dirección estratégica y planificación financiera de la PYME (1992)
- Marketing, innovación y nuevos negocios ()